# اتان
اتان (به انگلیسی: Ethane)، یک ترکیب شیمیایی با فرمول C2H6 است که در گروه هیدروکربنی آلکان‌ها قرار می‌گیرد و دو کربن است و در شرایط STP گازی بدون رنگ است. این گاز در گاز طبیعی وجود دارد و با پالایش آن اتیلن (اتن) بدست می‌آید. اولین بار در سال ۱۸۳۴ توسط مایکل فارادی از طریق الکترولیز پتاسیم استات بدست آمد.